# John Noyes (Politiker)

John Noyes

John Noyes (* 2. April 1764 in Atkinson, Rockingham County, New Hampshire Colony; † 26. Oktober 1841 bei Putney, Vermont) war ein US-amerikanischer Politiker. Zwischen 1815 und 1817 vertrat er den Bundesstaat Vermont im US-Repräsentantenhaus.

## Werdegang
John Noyes besuchte private Schulen und studierte anschließend bis 1795 am Dartmouth College in Hanover. Bis 1799 war er selbst als Lehrer an der Chesterfield Academy und am Dartmouth College tätig. Einer seiner dortigen Schüler war Daniel Webster. Noyes studierte dann Theologie und zog im Jahr 1800 nach Brattleboro in Vermont, wo er im Handel arbeitete.
Noyes wurde Mitglied der Föderalistischen Partei. Zwischen 1808 und 1810 sowie nochmals im Jahr 1812 war er Abgeordneter im Repräsentantenhaus von Vermont. Im Jahr 1812 verlegte er seinen Wohnsitz nach Dummerston, wo er ebenfalls im Handel beschäftigt war. In den folgenden Jahren bekleidete er einige lokale Ämter in Vermont. Bei den Kongresswahlen des Jahres 1816, die in Vermont staatsweit abgehalten wurden, wurde er für den sechsten Abgeordnetensitz seines Staates in das US-Repräsentantenhaus in Washington gewählt. Dort trat er am 4. März 1815 die Nachfolge von Ezra Butler an. Bis zum 3. März 1817 absolvierte er aber nur eine Legislaturperiode im Kongress.
Nach dem Ende seiner Zeit im Repräsentantenhaus widmete sich Noyes wieder seinen früheren Tätigkeiten im Handel. Im Jahr 1819 zog er sich in den Ruhestand auf eine Farm in der Nähe von Putney zurück, wo er im Oktober 1841 verstarb.